# Хильченко Євген Степанович
Євген Степанович Хильченко (17 травня 1950, місто Тула, тепер Російська Федерація) — радянський діяч, столяр-червонодеревник виробничого об'єднання «Тульський збройовий завод». Член ЦК КПРС у 1990—1991 роках.

## Життєпис
У 1967 році закінчив Тульське технічне училище № 1.
З 1967 року — столяр-червонодеревник Тульського збройового заводу (з 1989 року — виробничого об'єднання «Тульський збройовий завод»).
Член КПРС з 1971 року.
У 1988 році закінчив Тульський машинобудівний технікум.
Подальша доля невідома.